# Supercopa d'Europa de futbol 2010
La Supercopa d'Europa de futbol 2010 és una competició que enfrontà al campió de la Lliga de Campions 2009-10, l'Inter de Milà, i el guanyador de la Copa de la UEFA 2009-2010, l'Atlètic de Madrid. El partit es jugà el 27 d'agost del 2010 a l'Estadi Louis II de Mònaco. Cap dels dos equips havia disputat anteriorment la Supercopa d'Europa. En aquest partit hi hagué dos àrbitres addicionals - un en cada línia de gol -, com a part d'unes proves que havien començat a la UEFA Europa League 2009-10.

## Rerefons
Ambdós equips estaven disputant la seva primera Supercopa d'Europa. L'Inter va assolir la seva plaça com a campió de la Lliga de Campions de la UEFA 2009-10, havent batut el FC Bayern de Múnic per 2–0 a la final a l'Estadi Santiago Bernabéu de Madrid, mentre que l'Atlètic de Madrid va batre el Fulham FC per 2–1 a la final de la UEFA Europa League 2010 a l'HSH Nordbank Arena a Hamburg i es va guanyar així el dret a lluitar pel seu primer títol europeu des de la Recopa d'Europa de 1962. Tot i que la Champions League de 2009–10 no fou el primer títol europeu de l'Inter, el títol de la Supercopa no fou instituït fins a 8 anys després de la seva darrera victòria a la Copa d'Europa el 1965 i els campions de la Copa de la UEFA no es classificaven per la Supercopa fins que la Recopa d'Europa fou abolida el 1999 (l'Inter va guanyar la seva darrera Copa de la UEFA el 1998); mai no va arribar a guanyar la Recopa d'Europa. El triomf de l'Atlético a la Recopa d'Europa de 1962 va venir abans de l'establiment de la Supercopa.
L'Internazionale i l'Atlético de Madrid mai s'havien enfrontat en competició europea, i ambdós equips tenien exactament el 50% de victòries contra equips del país de l'altre: en 37 partits contra equips espanyols, l'Inter havia guanyat 13 partits i n'havia perdut 13 més, amb 11 empats, mentre que l'Atlético contra equips italians n'havia guanyat sis, perdut sis, i empatat dos.

## Seu i entrades
L'Estadi Louis II de Mònaco havia estat la seu de la Supercopa d'Europa cada any des de 1998. Bastit el 1985, l'estadi és també la seu de l'AS Monaco, que juga la lliga francesa de futbol.
Aproximadament un 30% dels 18,500 seients de l'estadi estaven reservats per als aficionats dels dos equips; aquestes entrades estaven disponibles a través dels dos clubs. Aproximadament 1,500 de les entrades remanents estigueren a la venda pel públic en general via el lloc web de la UEFA, el 5 de juliol de 2010; le peticions es tancaren el 16 de juliol. En cas que el nombre de peticions excedís el d'entrades disponibles, es faria un sorteig aleatori.

## Partit

### Detalls
| Inter de Milà | 0–2  | Atlètic de Madrid      |
| ------------- | ---- | ---------------------- |
|               | Acta | Reyes 62' · Agüero 83' |

| Internazionale | Atlético de Madrid |

| INTERNAZIONALE: |    |                    |       |     |
|                 |    |                    |       |     |
| GK              | 1  | Júlio César        |       |     |
| RB              | 13 | Maicon             |       |     |
| CB              | 25 | Walter Samuel      | 90+2' |     |
| CB              | 6  | Lúcio              |       |     |
| LB              | 26 | Cristian Chivu     |       |     |
| RM              | 5  | Dejan Stanković    |       | 68' |
| CM              | 4  | Javier Zanetti (c) |       |     |
| LM              | 19 | Esteban Cambiasso  |       |     |
| AM              | 10 | Wesley Sneijder    |       | 79' |
| AM              | 9  | Samuel Eto'o       |       |     |
| CF              | 22 | Diego Milito       |       |     |
| Suplents:       |    |                    |       |     |
| GK              | 12 | Luca Castellazzi   |       |     |
| DF              | 2  | Iván Córdoba       |       |     |
| DF              | 23 | Marco Materazzi    |       |     |
| MF              | 17 | McDonald Mariga    |       |     |
| MF              | 29 | Philippe Coutinho  |       | 79' |
| FW              | 27 | Goran Pandev       |       | 68' |
| FW              | 88 | Jonathan Biabiany  |       |     |
| Entrenador:     |    |                    |       |     |
| Rafael Benítez  |    |                    |       |     |

| ATLÉTICO DE MADRID:   |    |                    |     |       |
|                       |    |                    |     |       |
| GK                    | 13 | David de Gea       |     |       |
| RB                    | 17 | Tomáš Ujfaluši     |     |       |
| CB                    | 21 | Luis Perea         |     |       |
| CB                    | 15 | Diego Godín        |     |       |
| LB                    | 18 | Álvaro Domínguez   |     |       |
| DM                    | 12 | Paulo Assunção     |     |       |
| RW                    | 19 | José Antonio Reyes |     | 69'   |
| AM                    | 8  | Raúl García        | 89' |       |
| LW                    | 20 | Simão (c)          | 85' | 90+1' |
| CF                    | 10 | Sergio Agüero      |     |       |
| CF                    | 7  | Diego Forlán       |     | 82'   |
| Suplents:             |    |                    |     |       |
| GK                    | 27 | Joel               |     |       |
| DF                    | 3  | Antonio López      |     |       |
| MF                    | 4  | Mario Suárez       |     |       |
| MF                    | 6  | Ignacio Camacho    |     | 90+1' |
| MF                    | 9  | José Manuel Jurado |     | 82'   |
| MF                    | 11 | Fran Mérida        |     | 69'   |
| FW                    | 22 | Diego Costa        |     |       |
| Entrenador:           |    |                    |     |       |
| Quique Sánchez Flores |    |                    |     |       |

| Home del partit: José Antonio Reyes (Atlètic de Madrid) Àrbitres assistents: Matthias Arnet (Suïssa) Manuel Navarro (Suïssa) Àrbitres assistents addicionals: Stephan Studer (Suïssa) Cyril Zimmermann (Suïssa) Quart àrbitre: Sascha Kever (Suïssa) |

| Supercopa d'Europa 2010        |
| ------------------------------ |
| Espanya                        |
| Atlètic de Madrid Primer títol |

### Estadístiques
|                       | Internazionale | Atlético de Madrid |
| --------------------- | -------------- | ------------------ |
| Gols marcats          | 0              | 0                  |
| Xuts totals           | 5              | 5                  |
| Xuts entre els 3 pals | 0              | 0                  |
| Recuperacions         | 0              | 0                  |
| Possessió             | 46%            | 54%                |
| Llanç. de córner      | 4              | 3                  |
| Faltes comeses        | 6              | 8                  |
| Fores de joc          | 3              | 1                  |
| Targetes grogues      | 0              | 0                  |
| Targetes vermelles    | 0              | 0                  |

|                       | Internazionale | Atlético de Madrid |
| --------------------- | -------------- | ------------------ |
| Gols marcats          | 0              | 2                  |
| Xuts totals           | 6              | 7                  |
| Xuts entre els 3 pals | 2              | 7                  |
| Recuperacions         | 5              | 1                  |
| Possessió             | 59%            | 41%                |
| Llanç. de córner      | 5              | 1                  |
| Faltes comeses        | 6              | 13                 |
| Fores de joc          | 2              | 1                  |
| Targetes grogues      | 1              | 2                  |
| Targetes vermelles    | 0              | 0                  |

|                       | Internazionale | Atlético de Madrid |
| --------------------- | -------------- | ------------------ |
| Gols marcats          | 0              | 2                  |
| Xuts totals           | 11             | 12                 |
| Xuts entre els 3 pals | 2              | 7                  |
| Recuperacions         | 5              | 1                  |
| Possessió             | 52%            | 48%                |
| Llanç. de córner      | 9              | 4                  |
| Faltes comeses        | 12             | 21                 |
| Fores de joc          | 5              | 1                  |
| Targetes grogues      | 1              | 2                  |
| Targetes vermelles    | 0              | 0                  |